# Tiburones
Tiburones è un singolo del cantante portoricano Ricky Martin, pubblicato nel 2020 ed estratto dall'EP Pausa.

## Tracce
- Download digitale

1. Tiburones – 3:14

## Video
Il videoclip del brano è stato diretto da Kacho Lopez, regista che aveva collaborato già con Ricky Martin per i video di Jaleo (2003) e Tal vez (2003).